# Wunderlampen
Die Wunderlampen (Lycoteuthis) sind eine Gattung sehr kleiner Kopffüßer und Bewohner der Tiefsee. Aktuell werden zwei Arten der Wunderlampe angenommen: Lycoteuthis springeri und Lycoteuthis lorigera. Ihre nächsten Verwandten sind aller Wahrscheinlichkeit nach die Riesenkalmare (Architeuthidae), mit denen sie eine Reihe von Merkmalen teilen. Beide Gruppen werden meist bei den Kalmaren eingeordnet, einer anderen Hypothese folgend stehen sie jedoch allen anderen Zehnarmigen Tintenfischen als Schwestergruppe gegenüber.
Die Tiere leben in der Tiefsee bis zu 3000 Metern Tiefe, man geht allerdings davon aus, dass sie im Bereich steil abfallender Schelfe vertikal abwandern.

## Merkmale
Die Wunderlampen erreichen eine maximale Rumpflänge von 8 cm und zeichnen sich besonders durch ihre Leuchtorgane aus, denen sie auch ihren Namen verdanken. Davon sind sie an verschiedenen Stellen ihres Körpers bestückt, besonders die bekannten Männchen tragen diese Leuchtquellen auf dem Mantel und dem Kopf. Das Licht dieser Photophoren entsteht durch Biolumineszenz. Die Leuchtorgane dienen offensichtlich zur Tarnung, da der Körper durch die Lichteffekte nahezu durchsichtig erscheint, normalerweise deutliche Strukturen wie etwa die Augen verlieren ihre scharfe Kontur.

## Arten
- Lycoteuthis springeri (Steenstrup, 1875)
- Lycoteuthis lorigera Voss, 1956

## Quelle
- Vecchione, Michael & Richard E. Young. 2008: Lycoteuthis Pfeffer, 1900. in The Tree of Life Web Project